# SBB Eem 6/6
Die Eem 6/6 war eine elektrische Zweikraft-Rangierlokomotive der SBB für den schweren Rangierdienst. Nach dem Ausbau der Gleichrichter wurden die Lokomotiven zu reinen Diesellokomotiven mit der Bezeichnung Em 6/6, später Em 962.

## Geschichte
Mit der Einstellung des Dampfbetriebes wurde der Rangierdienst in den Grenzbahnhöfen aufgrund der unterschiedlichen Fahrleitungsspannungen auf Dieseltraktion umgestellt. Dies führte besonders in den Rangierbahnhöfen Chiasso und Genf-La Praille zu Anwohnerreklamationen wegen des Lärms und der Abgase. Eine Studie zeigte, dass für den schweren Rangierdienst eine Zweikraftlokomotive genügen würde, so dass keine mehrstromfähige Variante der Ee 6/6 entwickelt werden musste, es sollten aber die gleichen Zugkräfte wie diese Lokomotive erreicht werden.

Zur Em 6/6 umgebaute Lokomotive 17006 in Basel

Die SBB bestellte 1965 bei der Schweizerische Lokomotiv- und Maschinenfabrik (SLM) in Winterthur und der Société Anonyme des Ateliers de Sécheron (SAAS) in Genf sechs Eem 6/6 Lokomotiven, die in den Jahren 1970 bis 1971 abgeliefert wurden. Sie wurden in den grossen Grenzrangierbahnhöfen eingesetzt, wo sie hauptsächlich an den Ablaufbergen arbeiteten. Nach Ablieferung waren vier Lokomotiven Chiasso zugeteilt, Genf und Basel erhielten je eine. 1981 gab Genf seine Lokomotive nach Basel ab, eine weitere wurde von Chiasso nach Basel versetzt, sodass Basel und Chiasso je drei Lokomotiven einsetzen konnten.
In den 1980er-Jahren wurden die Gleichrichter der Ee 3/3IV schadhaft. Weil die Industrie keine Ersatzteile mehr liefern konnten, wurde die baugleichen Geräte aus den Eem 6/6 ausgebaut, so dass diese Lokomotiven nicht mehr für den Betrieb mit Strom aus der Fahrleitung genutzt werden konnten. Um die Gewichtsverteilung in der Lokomotive zu erhalten, wurde der fehlende Transformator durch einen Betonblock ersetzt. Dieser Umbau zur Em 6/6 erfolgte in den Jahren 1984 bis 1998, einzig die 17003 blieb bis zu ihrer Ausrangierung im Jahre 2003 als Eem 6/6 erhalten. Zwischen 2004 und 2005 wurden nach Ablieferung der Am 843 von Vossloh die restlichen Fahrzeug ausgemustert, keine Lokomotive blieb erhalten. Die Lokomotiven waren beim Personal nicht sonderlich beliebt, weil das verwindungssteife Fahrwerk bei schlechter Gleislage zum Entgleisen neigte.

## Technik

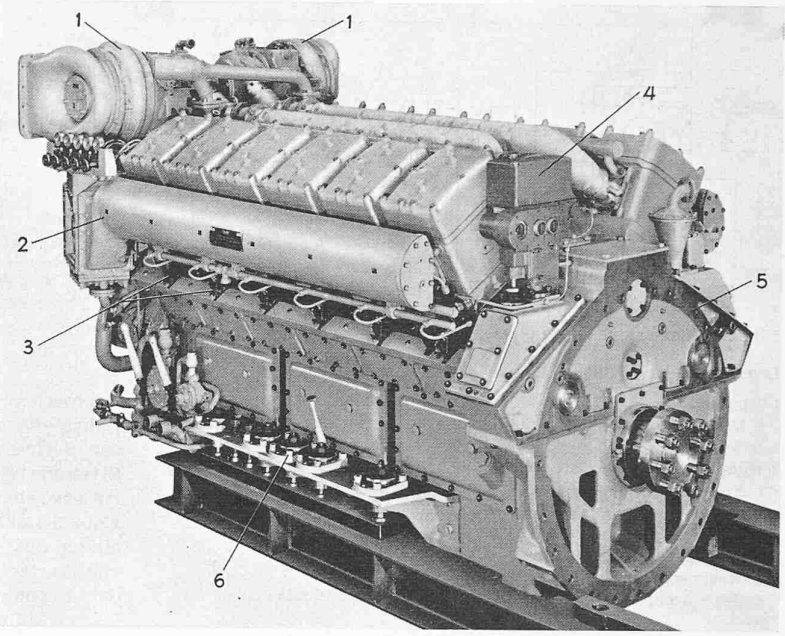
12-Zylinder 4-Takt V-Motor Typ 12YD20TrTh von SLM

Typenskizze Eem 6/6

Um die kleine Serie wirtschaftlich herstellen zu können, wurde auf Komponenten bestehender Fahrzeuge zurückgegriffen. Die Lokomotiven bestehen aus zwei kurzgekuppelten Hälften, die auf Fahrwerken der Em 3/3 aufgebaut sind. Die eine Hälfte trägt die Ausrüstung für den elektrischen Betrieb und den Führerstand, die andere die Ausrüstung für den Dieselbetrieb. Sie bestand aus dem Dieselmotor mit angeflanschtem Gleichstromgenerator sowie der Kühlanlage und dem Auspuff. Die Baugruppe bestehend aus Motor und Generator stammte aus der Bm 4/4. Der Zwölfzylinder-Dieselmotor Typ 12YD20TrTh stammte von der SLM. Er war mit zwei Abgasturboladern VTR 200 von Brown, Boveri & Cie. (BBC) und einer Ladeluftkühlung ausgerüstet. Eine elektrische Webasto-Vorheizanlage und eine dauernd betriebene elektrische Vorschmierpumpe hielten den Dieselmotor auch unter der Fahrleitung startbereit. sodass er bei Bedarf unverzüglich gestartet werden konnte.
Die elektrische Ausrüstung bestand aus dem Einholm-Stromabnehmer und einem druckluftbetriebenen Hauptschalter vom Typ DBTF auf dem Führerhaus, sowie dem Transformator, dem Gleichrichter und den Bremswiderständen im Vorbau. Viele Teile waren baugleich zur elektrischen Ausrüstung der Ee 3/3IV.
Im Dieselbetrieb wird die Leistung über die Drehzahlregelung des Dieselmotors gesteuert, im elektrischen Betrieb wurde die Leistung auf der Sekundärseite des Transformators von einem steuerbaren Excitron-Quecksilberdampfgleichrichter geregelt. Die Lokomotive hatte im Dieselbetrieb 29 Fahrstufen, im elektrischen Betrieb 26 Fahrstufen. Die elektrische Bremskraft konnte mit sechs Bremsstufen geregelt werden.